# Giuseppe Provenzano
Ne doit pas être confondu avec Giuseppe Provenzano, né en 1946, président de la région autonome de Sicile de 1996 à 1998
Giuseppe Provenzano (né le 23 juillet 1982 à San Cataldo) est un économiste et un homme politique italienne membre du Parti démocrate, dont il a été l'un des vice-secrétaires.

## Biographie
Originaire de Milena dans la province sicilienne de Caltanissetta, Giuseppe Provenzano est diplômé et docteur de l'école supérieure Sainte-Anne de Pise en 2012.
Directeur adjoint de la Svimez, l'Association pour le développement de l'industrie dans le Sud, il a dirigé le secrétariat du conseiller pour l'économie de la région sicilienne de 2012 à 2014 et a été consultant auprès du ministre de l'Environnement, Andrea Orlando (2013- 2014).
En janvier 2018, il refuse d'être candidat aux élections générales sur la liste du Parti démocrate pour protester contre la désignation de Daniela Cardinale comme tête de liste.
Après les primaires de 2019, il rejoint la direction nationale du Parti démocrate puis le 5 septembre 2019, il devint ministre pour le Sud du deuxième gouvernement Conte. En février 2021, il n'a pas été reconduit dans le gouvernement Draghi. Le 17 mars 2021, Enrico Letta, fraîchement élu à la tête du Parti démocrate, lui a demandé de le rejoindre en tant que vice-secrétaire.